# جونيور ليفرامينتو
جونيور ليفرامينتو (بالهولندية: Junior Livramento)‏ هو لاعب كرة قدم هولندي في مركز الوسط، ولد في 12 ديسمبر 1987 في روتردام في هولندا. لعب مع أغوف أبيلدورن وفيلم 2 تيلبورغ ونادي دوردريخت.